# Royaume bamoun
1384–1884
Entités précédentes :
- Pa Mben

Entités suivantes :
- Kamerun allemand

Le Royaume bamoun, situé dans les montagnes de l'ouest du Cameroun, a forgé son unité au cours des sept siècles d’existence du royaume depuis la fin du XIVe siècle. Le roi des Bamouns est de la dynastie de Nchare Yen, venue de Rifum (Mbankim). Les croyances religieuses en vigueur dans cette région sont aujourd’hui l’islam, venu du nord, et le christianisme, venu du sud.

## Géographie
Avec une superficie de 7 700 km2 environ et 2 000 000 habitants, la région du Noun couvre plus de la moitié de l’actuelle région de l’Ouest.
Le royaume est constitué d’un haut plateau (700 m) à l’ouest, surmonté de trois massifs alignés – Mbapit (1 910 m), Nkogham et Mbam (2 200 m) – et d’une plaine encaissée au pied de la falaise à l'est de Foumban ; cette plaine longe la rive du Mbam jusqu'au point de confluence avec le Noun près de Bafia.
Le pays est limitrophe du royaume de La'djo et en est séparé par le Noun.

## Histoire

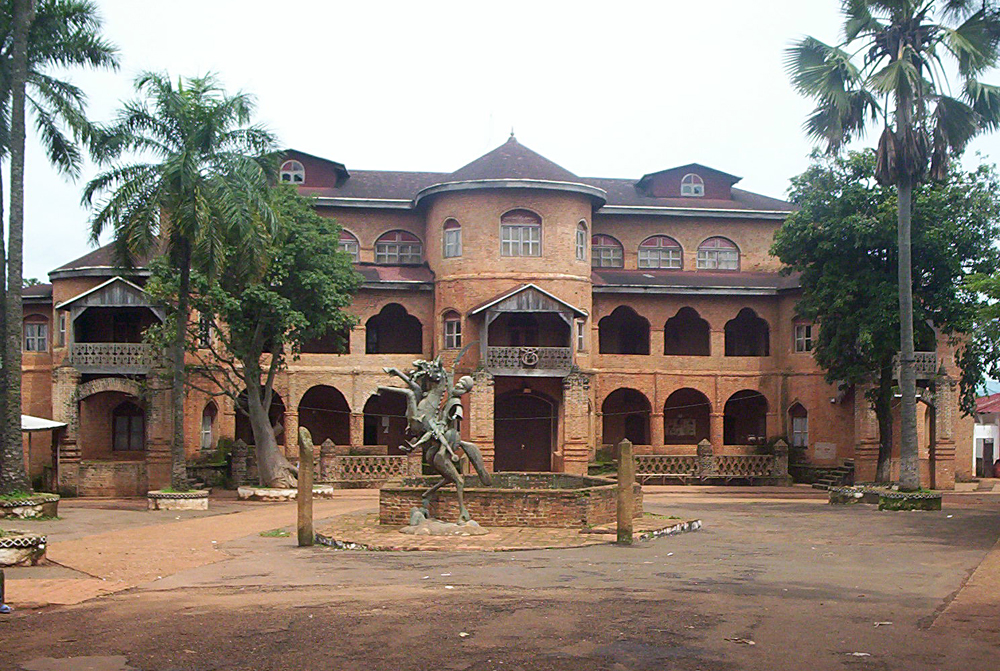
Le palais du sultan roi des Bamouns à Foumban.

L’actuel territoire des Bamouns a été unifié par une dynastie d'origine Tikar en plusieurs étapes.
On suppose que vers la fin du XIVe siècle, 200 à 300 personnes ont franchi le fleuve Mapé à la suite du prince Nchare Yen qui soumit sept principautés dont le peuple Pangié qui habitait le site de Magba actuel avant de s’établir dans un premier temps à Njimom. L’État bamoun y est proclamé et Njimom devient la première capitale du royaume. Le pacte fondamental stipule que : « L'État bamoun est né et Nchare en est le roi. Il désignera librement son héritier parmi ses fils. »
Les sept compagnons Kom, cosignataires, sont les conseillers intronisateurs du roi, chargés de garder la loi fondamentale en l’état et de veiller à son application. Leur fonction est héréditaire et ils sont autonomes.
De Njimom, Nchare soumet une dizaine d’autres ethnies et établit sa nouvelle capitale à Foumban après y avoir vaincu les Pa M'ben qu’il réinstalle dans un quartier de la ville.
Le royaume a alors une dimension presque allant de Magba en passant par Njimom jusqu'à Kundùm. La population se situe autour de 25 000 personnes.
Quand Mbuombuo Mandù devint le onzième monarque vers la fin du XVIIIe siècle, il entreprend de grandes conquêtes aux frontières naturelles du Mbam, de la Mapè du côté de Malentouen et du Noun. Le territoire est multiplié par quatre.

## Le roi Njoya (1876-1933) et l’écriture royale

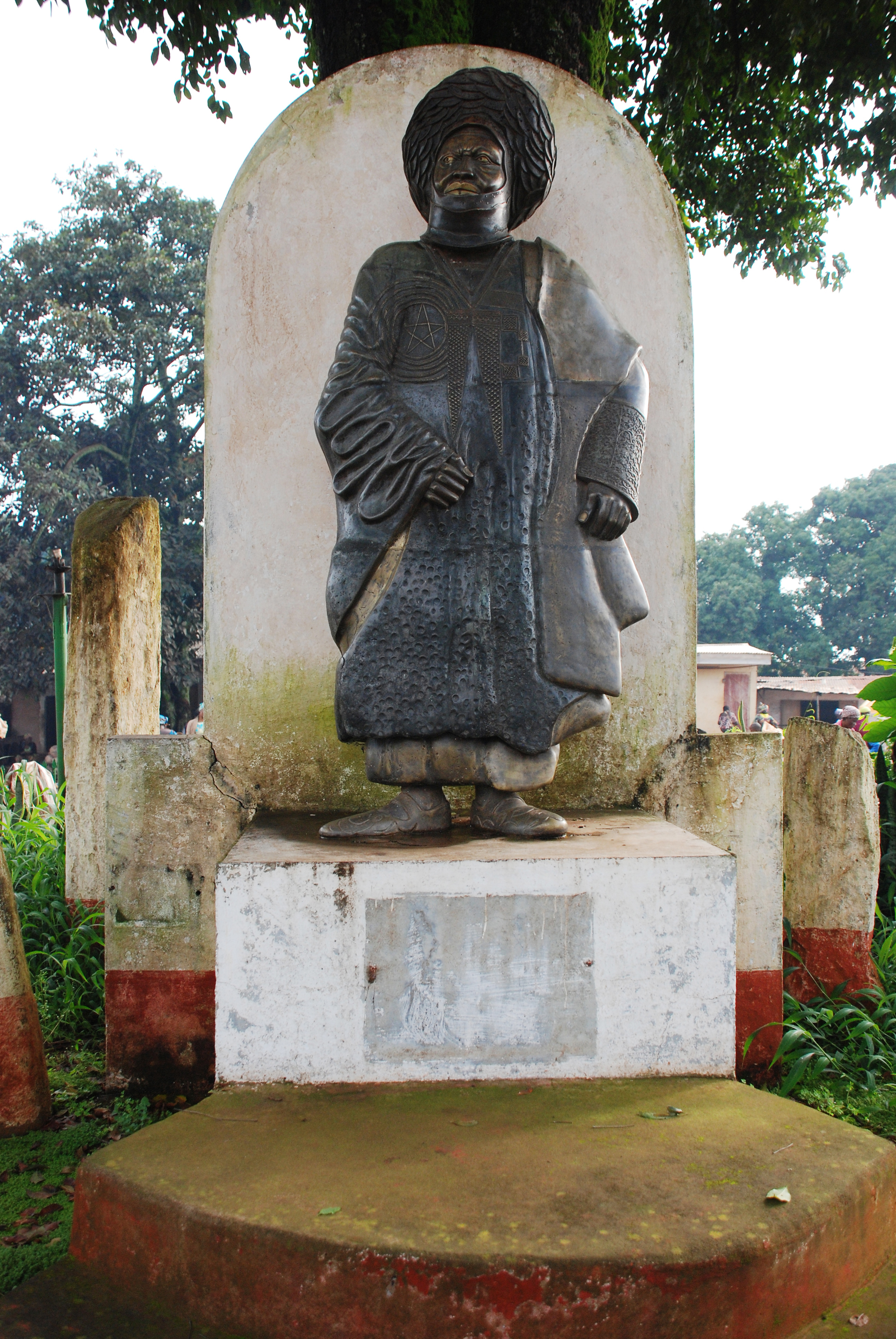
Monument au Sultan bamoun Njoya.

Njoya commence à gouverner vers 1892/1896, vers l’âge de 19 ans (il est né en 1876). À cette époque, progressivement, les religions monothéistes se substituent aux cultes traditionnels africains, ce qui préserve plus ou moins les convertis de la traite négrière. Arrivé sur le trône, Njoya a écarté du palais comme le veut la tradition le 1er grand officier du palais, Gbetnkom, hérité de son père. Ce dernier, ne l’entendant pas de cette oreille, se soulève contre Njoya. Le jeune souverain décide de faire appel aux Peuls du lamidat de Banyo à quelque 200 km du pays bamoun. Leur soutien et celui de leur cavalerie sera décisif puisqu’ils permettent à Njoya de gagner la bataille. Impressionné, Njoya décide de se doter des éléments qui forgent selon lui la puissance de ceux qui l’ont aidé à gagner : une force armée dotée d'une cavalerie, des armes à feu, l’écriture et une religion monothéiste. Njoya forgea une religion inspirée à la fois de l’islam et du christianisme (prenant Ibrahim comme prénom, d’après le patriarche Abraham) et une écriture de 500 signes syllabiques. À son titre de Mfon (roi) il ajoute celui de Sultan.

### Une écriture créée pour le peuple

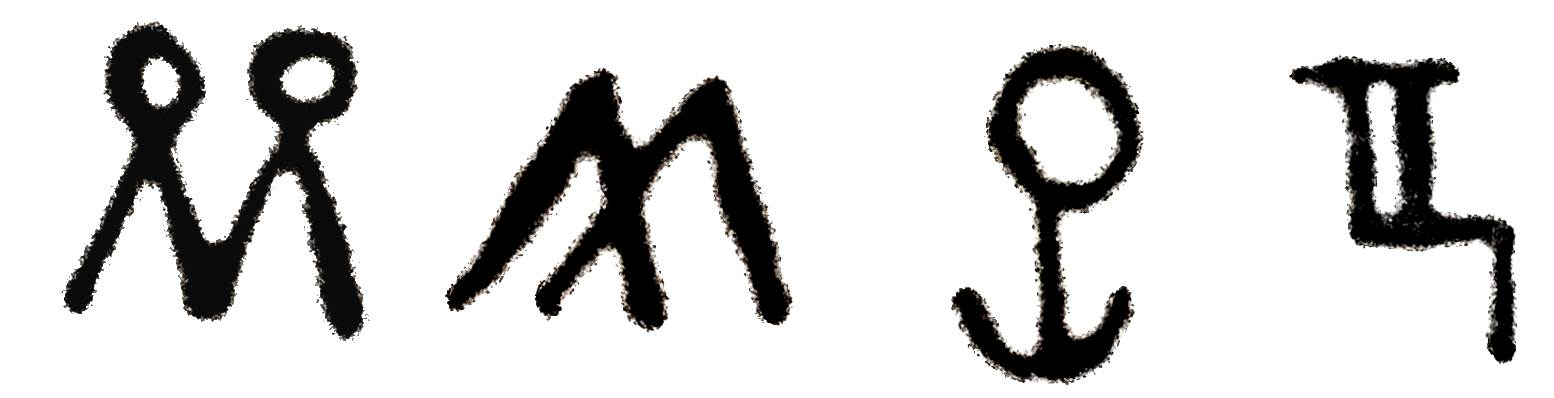
Écriture bamoun.

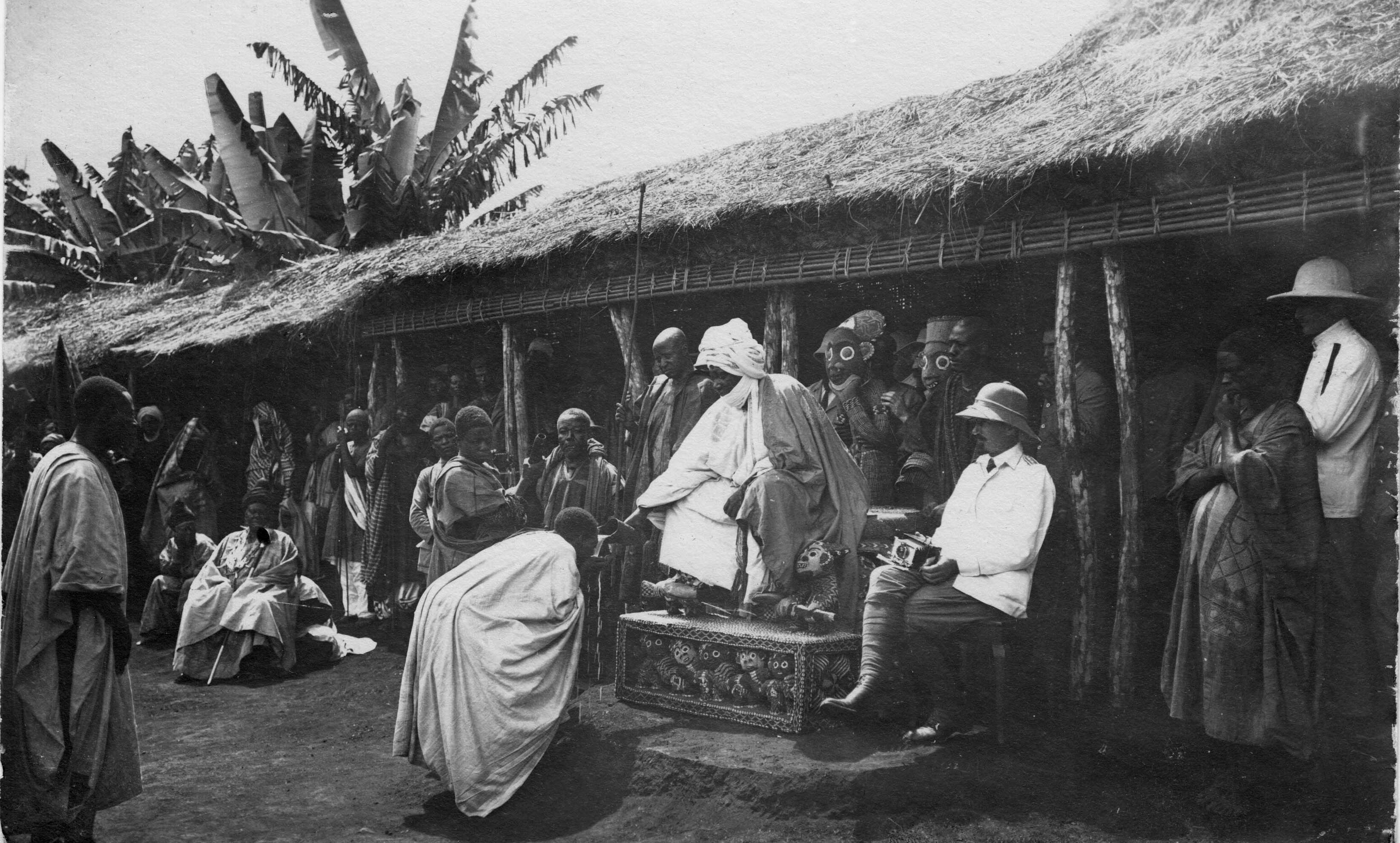
Njoya, roi des Bamouns, en 1915.

En 1907, des missionnaires européens découvrent que le jeune roi Njoya, roi des Bamouns, a créé une écriture. Ils racontent que, ayant vu un coran, Njoya voulait non seulement inventer une manière de consigner les paroles, mais aussi répandre l’écriture pour qu’elle soit accessible à tous.
L’écriture royale (ou écriture bamoun), qui comptait au départ plus de 500 signes, connaîtra plusieurs évolutions jusqu'en 1918.
La simplification - et notamment la réduction du nombre de signes à 80 caractères - assura une meilleure diffusion de l’écriture et amena l'augmentation des textes rédigés en écriture royale, qui était enseignée dans les écoles. Njoya institua un bureau d’état civil pour enregistrer les naissances et les mariages. Les jugements du tribunal royal étaient également consignés par écrit.
Le livre d’histoire, de lois et de traditions des Bamouns, qui compte plus de 1 100 pages, est alors rédigé au moyen de l’écriture royale. Sa réplique se trouve actuellement au Pitt-Rivers museum d’Oxford.
Lors de sa tournée du pays, le roi imposa de nouvelles lois et modifia une grande partie des lois coutumières, abolissant certains privilèges.
Njoya négocia habilement avec les colonisateurs allemands et parvînt à préserver son autonomie. Mais après la défaite des colons allemands, les administrateurs français, le considérant comme un « allié des Boches », le privent de ses pouvoirs traditionnels vers 1924-1925. Il sera exilé à Yaoundé en 1931 où il mourra deux ans plus tard.
L'administration française interdit alors l’usage de l’écriture bamoun, qui cessera progressivement d’être utilisée. Toutefois, l'héritier Njimoluh Njoya et ses successeurs maintiennent la dynastie sur le plan coutumier.

## Symboles
Le serpent à deux têtes, emblème bamoun est créé pour célébrer le triomphe du roi Mbuembue pour sa victoire sur les guerriers Pou et Mgbètnka.
Ainsi, le serpent à deux têtes symbolise la puissance. L'araignée symbolise le travail et la sagesse. La double cloche symbolise l'unité et le patriotisme du peuple bamoun.

## Dynasties
|     | Monarque                                | Début de règne | Fin de règne |
| 1er | Nchare Yen                              | 1394           | 1418         |
| 2e  | Ngouopou                                | 1418           | 1461         |
| 3e  | Monjou                                  | 1461           | 1498         |
| 4e  | Mengap                                  | 1498           | 1519         |
| 5e  | Ngouh I                                 | 1519           | 1544         |
| 6e  | Fifen                                   | 1544           | 1568         |
| 7e  | Ngouh Ii                                | 1568           | 1590         |
| 8e  | Ngapna                                  | 1590           | 1629         |
| 9e  | Ngouloure                               | 1629           | 1672         |
| 10e | Kouotou                                 | 1672           | 1757         |
| 11e | Mbuembue                                | 1757           | 1814         |
| 12e | Gbetkom                                 | 1814           | 1817         |
| 13e | Mbiekouo                                | 1817           | 1818         |
| 14e | Ngouhouo                                | 1818           | 1863         |
| 15e | Ngoungoure                              | 1863           | 1863         |
| 16e | Nsangou                                 | 1863           | 1889         |
| 17e | Ibrahim Njoya                           | 1889           | 1933         |
| 18e | Seidou Njimoluh Njoya                   | 1933           | 1992         |
| 19e | Ibrahim Mbombo Njoya                    | 1992           | 2021         |
| 20e | Mouhammad-Nabil Mforifoum Mbombo Njoya, | 2021           | -            |

## Titres nobiliaires
| Titre de noblesse | Traduction                  | Rôle/Fonction              | Nominations/Successions |
| Mfon              | Roi                         | Souverain                  | Charge héréditaire      |
| Kom               | Ministre (cofondateur)      | Conseillers intronisateurs | Nommé, puis héréditaire |
| Na FomM           | Mère du roi ou reine mère   | Equilibre du pouvoir       | Nommé                   |
| Nji Ngbetgni      | Nji adjoint                 | Vice-roi                   | Héréditaire             |
| Pom Mafon         | Frère ou sœur               | Utérin du roi              | héréditaire             |
| Nji Fon Fon       | Nji des rois                | Premier ministre           | Nommé                   |
| Tita Nfon         | Père du roi                 | ?                          | Nommé                   |
| Tita Ngu          | Père du pays                | Chef de la justice         | Nommé                   |
| Tupanka           | Tête de Panka               | Chef de l’armée royale     | Nommé                   |
| Kom Shu Mshut     | Compagnon gardien du palais | Conseiller du roi          | Héréditaire             |
| Man Shut          | Grand du palais             | Personnalité du royaume    | Nommé                   |
| Mfon Tue          | Roi soumis                  | Chefs vassaux              | Héréditaire             |
| Shu Mshut         | Gardien du palais           | Divers services            | Héréditaire             |
| Kpen              | Esclave                     | Serviteur                  | ?                       |

### Discographie
- Cameroun : Royaume Bamum : musiques du palais et des sociétés secrètes, Maison des Cultures du Monde, Paris ; Auvidis, Antony, 1997-2001